# Sånger från en inställd skilsmässa
Sånger från en inställd skilsmässa är ett album från 2009 med Mikael Wiehe.

## Låtlista
1. Bara som jag trodde
2. Nu ger hon sej iväg
3. Mannen
4. Bödeln
5. Om jag ska klara det här
6. Jag ser henne falla
7. Ett nytt liv nu
8. Högst uppe i trädet
9. Skridskoprinsessan
10. Och nu vill du komma tillbaka
11. Du är den enda
12. Kom nära
13. Var med mej nu

## Listplaceringar
| Lista (2009) | Topplacering |
| ------------ | ------------ |
| Norge        | 11           |
| Sverige      | 38           |

### Fotnoter
1. ↑  ”Hitparad”. http://norwegiancharts.com/showitem.asp?interpret=Mikael+Wiehe&titel=S%E5nger+fr%E5n+en+inst%E4lld+skilsm%E4ssa&cat=a. Läst 13 december 2011.
2. ↑  ”Hitparad”. http://swedishcharts.com/showitem.asp?interpret=Mikael+Wiehe&titel=S%E5nger+fr%E5n+en+inst%E4lld+skilsm%E4ssa&cat=a. Läst 13 december 2011.